# Slamnik (priimek)
Slamnik je priimek več znanih Slovencev:
- Mihael Slamnik, podobar in rezbar
- Zdravko Slamnik (1932—1992), pesnik in pisatelj (znan pod umetniškim psevdonimom Pavle Zidar)